# Mariann Rudberg
Bodil Mariann Rudberg, född 8 mars 1944 i Landskrona, är en svensk skådespelare. Rudberg studerade vid Statens scenskola i Malmö.

## Filmografi
- 1967 – Bränt barn
- 1975 – En kille och en tjej
- 1978 – Lyftet
- 1981 – Stjärnhuset (TV-serie)
- 1991 – Svidande affärer
- 1993 – Blank päls och starka tassar (TV-serie)
- 1993 – Den ena kärleken och den andra (TV-serie)
- 1993 – Polisen och domarmordet (TV-serie)
- 1998 – Älskade Lotten (TV-serie)
- 2000 – Sjätte dagen (TV-serie)
- 2001 – Kommissarie Winter (TV-serie)
- 2002 – Dieselråttor & sjömansmöss (TV-serie)
- 2002 – Hem till byn (TV-serie)
- 2003 – Bank für alle (TV-serie)
- 2003 – It's All About Love
- 2006 – Hem till byn (TV-serie)
- 2007 – Gynekologen i Askim (TV-serie)

## Teater

### Roller (ej komplett)
| År   | Roll                   | Produktion                                                               | Regi                | Teater                   |
| ---- | ---------------------- | ------------------------------------------------------------------------ | ------------------- | ------------------------ |
| 1975 |                        | Och så kom det en gosse! Carl Hammarén                                   | Peter Flack         | Örebroensemblen          |
| 1975 | Anna Den äldre kvinnan | Svejk i andra världskriget (Schweyk im zweiten Weltkrieg) Bertolt Brecht | Claes Lundberg      | Örebroensemblen          |
| 1975 | Kammarfrun Häxa 3      | Macbeth William Shakespeare                                              | Claes Lundberg      | Örebroensemblen          |
| 1976 | Betty Bernick          | Samhällets stöttepelare (Samfundets støtter) Henrik Ibsen                | Claes Lundberg      | Örebroensemblen          |
| 1977 | Marie David            | Tribadernas natt Per Olov Enquist                                        | Jan Håkansson       | Örebroensemblen          |
| 1998 | Kate                   | Krymplingen på Inishmaan (The Cripple of Inishmaan) Martin McDonagh      | Thomas Müller       | Helsingborgs stadsteater |
| 1998 | Kajsa                  | Kunde prästänkan så kan väl du Cecilia Torudd                            | Margita Ahlin       | Helsingborgs stadsteater |
| 1999 | Elin                   | Natten är dagens mor Lars Norén                                          | Thomas Müller       | Helsingborgs stadsteater |
| 1999 |                        | Den europeiska kritcirkeln (Der kaukasische Kreidekreis) Bertolt Brecht  | Jasenko Selimović   | Göteborgs stadsteater    |
| 2001 |                        | Brand Henrik Ibsen                                                       | Ole Anders Tandberg | Göteborgs stadsteater    |
| 2001 |                        | Albert Speer David Edgar                                                 | Jasenko Selimović   | Göteborgs stadsteater    |
| 2004 |                        | Personangrepp (Attempts on Her Life) Martin Crimp                        | Sara Stenström      | Göteborgs stadsteater    |
| 2005 |                        | Måsen (Чайка, Tjajka) Anton Tjechov                                      | Carolina Frände     | Göteborgs stadsteater    |
| 2005 |                        | Ett drömspel August Strindberg                                           | Etienne Glaser      | Göteborgs stadsteater    |
| 2006 |                        | Körsbärsträdgården (Вишнёвый сад, Visjnjovyj sad) Anton Tjechov          | Rimas Tuminas       | Göteborgs stadsteater    |
| 2007 |                        | Den utvalda Mattias Andersson                                            | Carolina Frände     | Göteborgs stadsteater    |